# Enchronista
Enchronista är ett släkte av fjärilar. Enchronista ingår i familjen praktmalar, Oecophoridae.
Kladogram enligt Catalogue of Life:
| Enchronista | \| \| Enchronista bathrosticha \| \| \| \| \| \| Enchronista proximella \| \| \| \| |
|             | \| \| Enchronista bathrosticha \| \| \| \| \| \| Enchronista proximella \| \| \| \| |
|             | Enchronista bathrosticha                                                            |
|             |                                                                                     |
|             | Enchronista proximella                                                              |
|             |                                                                                     |